# Библиография Валериана Агафонова
Валериан Константинович Агафонов (фр. Valérien Agafonoff; 1863—1955) — русский и французский геолог, писатель и почвовед, участник революционного движения в Российской империи.

## Библиография

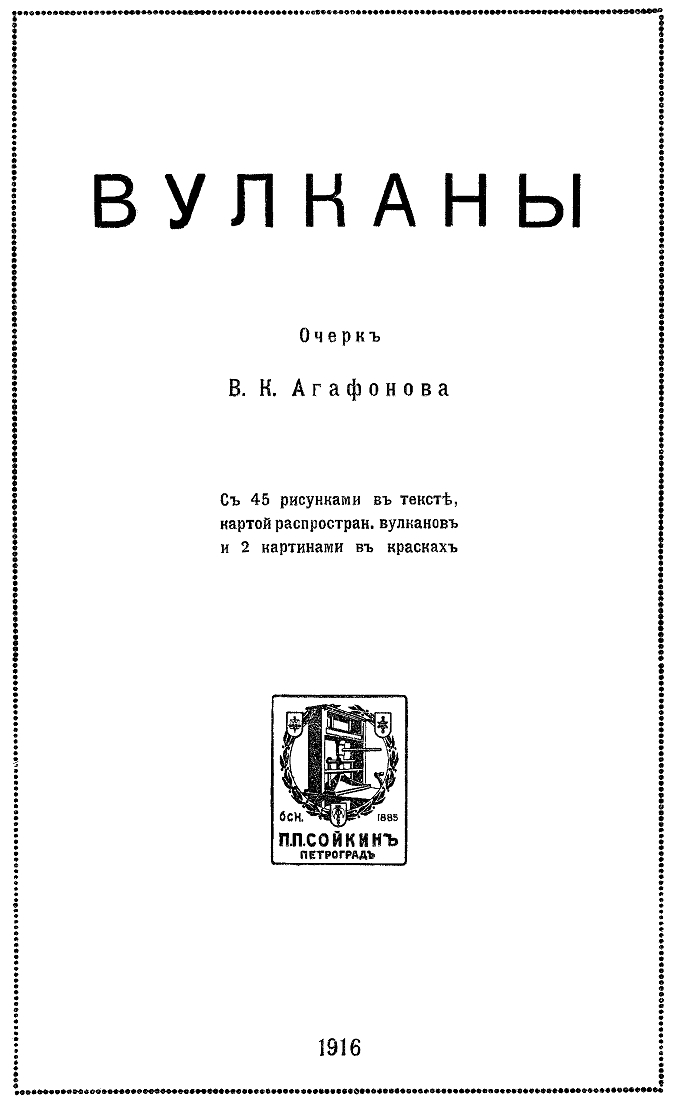
Вулканы. 1916

### 1880-е
- Агафонов В. К. [Рец.] Краткое изложение теории кристаллических группировок Малляра (Mallard) // ЖРФХО. 1889, Т. 21. Вып. 3. С. 65-70.

### 1890-е
- Агафонов В. К. Борацит, как оптически аномальный кристалл // Тр. 8 съезда рус. естествоисп. и врачей. Отд. 4. СПб.: тип. В. Демакова, 1890. С. 15-20.
- Агафонов В. К. О новом метеорите из Белокриничья // Вестн. естествознания. 1890. № 7. С. 326.
- Агафонов В. К. Обзор существующих методов определения возраста почв и т. п. образований // Там же. № 1/7. С. 136.
- Агафонов В. К. Попытки определить возраст почв и аналогичных им образований // Тр. Вольн. эконом. об-ва. 1890. Т. 1. № 2. С. 183—195; То же. // Материалы по изучению русских почв; Вып. 6. 1890. С. 14-26. Отд. изд. СПб.: тип. В. Демакова, 1890. 13 с.
- Агафонов В. К. Заметки о гипсе из Константиноградского уезда Полтавской губ. // Вестн. естеств. 1891. № 7. С. 35-36.
- Агафонов В. К. Краткое наставление для приготовления моделей кристаллов // Программы и наставления для наблюдений и собирания коллекций по геологии, почвоведению, зоологии, ботанике, сельскому хозяйству, метеорологии, гидрологии, нивелировке, и фотографии. 3-е изд. СПб.: СПб. об-во естествоисп., 1891. С. 31-38; 5-е изд. 1902. С. 30-35; 6-е изд. испр. и доп. 1908. С. 33-38; 7-е изд. испр. и доп. 1912. С. 30-41.
- Агафонов В. К. О результатах гониометрических изысканий над кристаллами диоптаза из Алтын-Тюбе в Киргизской спепи // Горн. журнал. 1891. Т. 3. № 9. С. 364; То же // Вестн. естествознания. 1891. № 4. С. 169—170; То же // Зап. СПб. мин. об-ва. 1891. Ч. 28. Засед. 9 апр. С. 499—500.
- Агафонов В. К. Падающие звёзды и метеориты // Детский сборник. СПб.: изд. В. Лесевич, 1891. С. 179—197.
- Агафонов В. К. Буровые скважины Полтавской губернии // Тр. СПб. об-ва естествоисп. Отд. геол и мин. 1892. Т. 22. Вып. 1. С. 10-15.
- Агафонов В. К. Прилукский уезд. СПб.: изд. Полтавск. губ. земства, 1892. 141 с. (Материалы к оценке земель Полтавской губ. Естественно-историческая часть: Отчет Полтавскому губернскому земству; Вып. 11).
- Агафонов В. К. Наблюдение природы // Мир Божий. 1893. № 3. C. 110—139.
- Агафонов В. К., Адамов Н. П., Богушевский С. К. и др. Почвенная карта Полтавской губернии. Масштаб 1:420 000. СПб.: Полтавск. губ. земство, картогр. зав. А. Ильина, 1893. 1 л. цв.; То же. 1894. (Материалы к оценке земель Полтавской губ. . Естественно-историческая часть: Отчет Полтавскому губ. земству; Вып. 16).
- Агафонов В. К. Явления полиморфизма в неорганизованном мире: Ст. 1-3 // Вестн. естествознания. 1893. Ст. 1. № 3/4. С. 65-92; Ст. 2. № 7/8. С. 325—332; Ст. 3. № 9. С. 65-100.
- Агафонов В. К. IX съезд естествоиспытателей и врачей в Москве // Мир Божий. 1894. № 2. С. 139—155.
- Агафонов В. К. Карта ледниковых отложений Полтавской губернии. Масштаб 1:1 680 000. СПб.: изд. Полтавск. губ. земства. 1894. 1 л. цв. (Материалы к оценке земель Полтавской губернии. Естественно-историческая часть: Отчет Полтавскому губ. земству; Вып. 16).
- Агафонов В. К. По поводу IX съезда естествоиспытателей и врачей // Русское богатство. 1894. № 2. С. 79-100.
- Агафонов В. К. Третичные и ледниковые образования Полтавской губернии. СПб.: изд. Полтавск. губ. земства, 1894. 133 с.
- Агафонов В. К. [Ред.] Настоящее и прошлое земли: Популярная геология и минералогия: Ст. 1-12 // Мир Божий. 1894. Ст. 1. № 1. С. 1-16; Ст. 2. № 2. С. 17-48; Ст. 3 № 3. С. 49-88; Ст. 4. № 4. С. 89-112; Ст. 5. № 5. С. 113—128; Ст. 6. № 6. С. 129—164; Ст. 7. № 7. С. 165—200; Ст. 8. № 8. С. 207—248; Ст. 9. № 9. С. 249—292; Ст. 10. № 10. С. 293—324; Ст. 11. № 11. С. 325—356; Ст. 12. № 12. С. 357—399; Отд. изд. СПб.: Павленков. 1894. 404 с.; СПб.: изд. И. Н. Скороходова, 1895. V, [5], 459 с.; 2-е изд. СПб.: тип. Меркушева, 1906. 556 с.; 3-е изд. СПб.: тип. П. Луковников, 1915. XVII, [2], 864 с.; Рец. В. П. Амалицкий // Ежегодник по геологии и минералогии России. 1897. Т. 1. Вып. 1. Отд. 2. С. 187
- Агафонов В. К. Карл Фохт // Мир Божий. 1895. № 9. С. 70-102 : порт.
- Агафонов В. К. В стране свободного и среднего человека // Мир Божий. 1896. № 11. Отд. 1. С. 37-57.
- Агафонов В. К. О поглощении ультрафиолетовых лучей кристаллами и о «полихроизме» в ультрафиолетовой части спектра: предварительное сообщение // ЖРФХО. 1896. Т. 28. Вып. 8. Физ. часть. С. 200—215. Отд. изд. СПб.: тип. В. Демакова, 1896. 16 с.; То же на фр. яз. Absortion des rayons ultra-violets par les cristaux et polychroisme dans la partie ultra-violette du spectre // Arch. sci. phys. natur. Génève. 4me per. 1896. Vol. 2. P. 349—364.
- Агафонов В. К. Тобольские почвы (Курганского округа) в физико-механическом отношении // Материалы по изучению русских почв. Вып. 10. 1896. С. 115—128.
- Agafonoff V. Sur l’absorption du spectre ultra-violet par les corps cristallisés // C. R. Acad. sci. Paris. 1896. T. 123. P. 490—492.
- Агафонов В. К. Причина магнетизма горныx пород // Метерологический вестн. 1897. № 12. С. 529—530.
- Агафонов В. К. Седьмой международный геологический конгресс // Мир Божий. 1897. № 11. С. 51-59.
- Agafonoff V. Comparaison de l’absorption par les milieux cristallisés des rayons luminuex et des rayons Röntgen // C. R. Acad. sci. Paris. 1897, T. 124. P. 855—857.
- Agafonoff V. Sur l’absorption de la lumière par les cristaux // Ibid. 1897. T. 125. P. 87-90.
- Агафонов В. К. [Ред.] Ф. Даннеманн. Очерк истории естествознания в отрывках из подлинных работ: Ст. 1-3 // Мир Божий. 1897. Ст. 1. № 1/9. С. 1-210; Ст. 2. № 11. С. 211—226; Ст. 3. № 12. С. 529—530.
- Агафонов В. К. Вероятная причина магнитности горных пород по исследованиям г.г. Поккеля и Фолькгерайтера // Мир Божий. 1898. № 1. С. 57-58.
- Агафонов В. К. Научная хроника: фергюдонит — эндотермический минерал; Замечательный новый грот Арман (Франция) // Там же. № 6. С. 59-61.
- Агафонов В. К. Новые данные о строении льда и движении ледников: (резюме исследования Дригельского в Гренландии) // Там же. № 8. С. 73-76.
- Агафонов В. К. Образование алмазов в силикатах // Там же. С. 76-77.
- Агафонов В. К. Полиморфизм // ЭСБЕ. П/т. 47. 1898. С. 290—294.
- Агафонов В. К. Полихроизм // Там же. С. 315—317.
- Агафонов В. К. [Ред.] Л. Кено. Влияние среды на организм. СПб.: Ф. Павленков, 1898. 96 с.
- Агафонов В. К. [Ред.] Ф. Ле-Дантек. Живое вещество: Жизнь и смерть. М.: изд. маг. Кн. дело, 1898. 220 с.
- Агафонов В. К. [Ред.] Ф. Мориц. Чудеса воздушного океана. СПб.: тип. И. Н. Скороходова, 1898. 114 с.
- Агафонов В. К. Минералогия и кристаллография [в ст. «Россия»] // ЭСБЕ. П/т. 55. 1899. С. 746—750.

### 1900-е
- Агафонов В. К. Н. М. Сибирцев: [Некролог] // Мир Божий. 1900. № 9. Отд. 2. С. 32-34.
- Агафонов В. К. Спектр и эфир: Ст. 1-2 // Научное обозрение. 1900. Ст. 1. № 6. С. 1085—1100; Ст. 2. № 7. С. 1247—1263.
- Агафонов В. К. А. С. Фаминцын // Мир Божий. 1900. № 11. Отд. 2. С. 30-32.
- Агафонов В. К. 80 летняя годовщина Рудольфа Вирхова // Мир Божий. 1901. № 11. С. 66-68.
- Агафонов В. К. Адольф-Эрик Норденшельд // Там же. С. 68-69.
- Агафонов В. К. К вопросу об образовании видов и разновидностей // Там же. С. 69-71.
- Агафонов В. К., Баранов П. Ф., Глинка К. Д. и др. Н. М. Сибирцев: его жизнь и деятельность: [Некролог]. СПб., 1901. 40 с.
- Агафонов В. К. [Рец.] Ол. Лодж. Пионеры науки: Лекции по истории астрономии // Мир Божий. 1901. Отд. 2. С. 98-101.
- Агафонов В. К. [Ред.] В. В. Рокхиль. В страну лам: Путешествие по Китаю и Тибету. СПб.: тип. И. Н. Скороходова, 1901. 196 с. (Прил. к журн. Мир Божий).
- Агафонов В. К. [Ред.] Дж. Томсон. Жизнь животных. М.: изд. маг. Кн. дело, 1901. VI, 446 с.
- Агафонов В. К. Вирхов // Мир Божий. 1902. № 10. Отд. 2. С. 81.
- Агафонов В. К. И. В. Мушкетов: [Некролог] // Мир Божий. 1902. № 2. С. 75-77.
- Агафонов В. К. К вопросу о поглощении света кристаллами и о плеохроизме в ультрафиолетовой части спектра // Зап. СПб. мин. об-ва, 1902. Ч. 39. № 2. С. 497—626. Отд. изд. О поглощении ультрафиолетовых лучей кристаллами и о «полихроизме» в ультрафиолетовой части спектра. СПб.: типо-лит. К. Биркенфельда, 1902. 130 с.
- Агафонов В. К. Микроскопические наблюдения над ростом кристаллов: (Наблюдения Т. В. Ричарда и Е. Арчибальда): Ст. 1-2 // Мир Божий. 1902. Ст. 1. № 4. С. 262—280; Ст. 2. № 5. С. 107—108.
- Агафонов В. К. О вековых колебаниях земного магнетизма // Там же. № 5. С.101-107.
- Агафонов В. К. По поводу XI съезда естествоиспытателей и врачей в С.Петербурге // Там же. № 2. С. 265—286.
- Агафонов В. К. Электричество в растениях // Там же. С. 108—109.
- Агафонов В. К. Электрохимические производства // Там же. С. 93-106.
- Агафонов В. К. [Рец.] Э. Р. Томпсон. Рассказы из жизни животных // Там же. С. 95-97.
- Агафонов В. К. Василий Васильевич Докучаев: [Некролог] // Мир Божий. 1903. № 2. С. 93-96.
- Агафонов В. К. Беспроволочное телеграфирование через океан; Кататипия // Там же. № 4. Успехи техники. С. 33-38.
- Агафонов В. К. Вселенная-организм и «новые лучи»; Золото и фосфор в метеоритах // Там же. № 4. Науч. хроника. С. 26-33.
- Агафонов В. К. Газы фумарол «Мон Пэлэ»; Гипотезы Готье и Зюсса; Международная анкета // Там же. № 3. С. 71-75.
- Агафонов В. К. Действие различных лучей на организмы; Изменяемость видовых признаков под влиянием внешних воздействий; Неорганическая искусственная протоплазма // Там же. С. 62-71.
- Агафонов В. К. Научная метеорология и игра в орлянку; О влиянии высоких давлений на микроорганизмы // Там же. № 12. С. 79-92.
- Агафонов В. К. Новое о радиоактивности // Там же. № 11. С. 115—128.
- Агафонов В. К. О влиянии некоторых астрономических факторов на метеорологические явления; О круговороте атмосферы и обмене теплоты на земном шаре; О вращении; О температуре звёзд и размере вселенной; О твёрдом фторе // Там же. № 10. С. 85-100.
- Агафонов В. К. О природе человека и о «сущности» жизни": Ст. 1-2 // Там же. Ст. 1. № 6. С. 61-77; Ст. 2. № 8. С. 75-93.
- Агафонов В. К. О размерах микробов, о размножении низших организмов и о действии на них жидкого воздуха // Там же. № 5. Отд. 1. С. 84-86.
- Агафонов В. К. Пыльный дождь 21-22 февраля 1903 г.: Роль пыли в жизни земли и человека // Там же. № 5. Отд. 2. С. 73-84.
- Агафонов В. К. Радиоактивность материи // Там же. № 2. С. 79-94.
- Агафонов В. К. Увеличение силы микроскопа; Спаивание стекла с металлами; Искусственные рубины // Там же. № 3. С. 73-75.
- Агафонов В. К. [Ред.] Воздухоплавание в его прошлом и настоящем / Сост. по Лекорню, Линке, Поморцеву, Тисандье и др. СПб.: тип. И. Н. Скороходова, 1903. 236 с.
- Агафонов В. К. [Ред.] К. Запперт. Земная кора: Ст. 1-6 // Мир Божий. 1903. Ст. 1. № 1. С. 1-32; Ст. 2. № 2. С. 33-64; Ст. 3. № 3. С. 65-88; Ст. 4. № 4/5. С. 39-152; Ст. 5. № 6. С. 153—168; Ст. 6. № 7. С. 169—180; Отд. изд. СПб.: тип. И. Н. Скороходова, 1903. 180 с.
- Агафонов В. К. В. В. Марковников, К. А. Циттель, Ф. Фукэ, Э. Дюкло: [Некрологи] // Мир божий. 1904. № 7. C. 113—116.
- Агафонов В. К. Обзор изданий пямяти В. В. Докучаева // Там же. № 10. С. 109—112.
- Агафонов В. К. Ретроспективный взгляд на некоторые стороны «университетского вопроса»: Ст. 1-2 // Вестн. права. 1904: Ст. 1. Май. С. 148—149; Ст. 2. Июнь. С. 2-35.
- Агафонов В. К. Химические элементы и их распределение в земном шаре, его коре, его морях и в его атмосфере // Мир Божий. 1904. № 6. С. 121—141.
- Агафонов В. К. [Ред.] Ф. Ратцель. Земля и жизнь: Сравнительное землеведение: В 2 т. СПб.: АО Брокгауз-Ефрон, 1904.
- Агафонов В. К. Педагогические мечтания и действительность // Мир Божий. 1905. № 4. С. 65-77.
- Агафонов В. К. Профессиональные союзы // Там же. № 6. С. 124—128.
- Агафонов В. К. [Ред.] М. В. Усков. Первые уроки естествоведения: Воздух, вода и земля // Мир Божий. 1905. № 1. C. 115—116.
- Агафонов В. К. Индивидуализм и социализм. СПб.: тип. В. И. Яковенко, 1906. 63 с.
- Агафонов В. К. Наука и жизнь. СПб.: тип. т-ва Обществ. польза, 1906. 336 с.
- Агафонов В. К. О радио-теории, о превращениях радия, распаде атомов и об опытах Бурке // Мир Божий. 1906. № 4. С. 107—114.
- Агафонов В. К. Геология // ЭСБЕ. T. 1. Вып. 2. СПб. 1907. С. 86.
- Агафонов В. К. Грядущая революция в области мирового производства: Дешёвый кислород и азот // Современный мир. 1908. № 1. С. 1-32.
- Агафонов В. К. Победа над расстоянием // Там же. 1908. № 7. С. 1-21.
- Агафонов В. К. Половой вопрос: Ст. 1-2 // Там же. Ст. 1. № 3. С. 1-38; Ст. 2. № 4. С. 1-28.
- Агафонов В. К. Человек двойник: Гипотеза двойственности природы человека: Ст. 1-2 // Там же. 1908. Ст. 1. №. 9. С. 1-16; Ст. 2. № 10. С. 1-15.
- Агафонов В. К. От атома Канада и Демокрита до электрона наших дней: Ст. 1-3 // Современный мир. 1909. Ст. 1. № 3. С. 1-16; Ст. 2. № 5. С. 1-23; Ст. 3. № 8. С. 1-23.
- Агафонов В. К. [Ред.] К. Штерне. Эволюция мира: история мироздания и начатков культуры. В 3 т. М.: изд. тов. Мир, 1909—1911. Т 1. 490 с. Т. 2. 474 с. Т. 3. 460 с.; 2-е изд. 1915. Т. 1. 490 с.; Т. 2. 474 с.; Т. 3. 460 с.

### 1910-е
- Агафонов В. К. 606 // Современный мир. 1910. № 12. С. 1-26.
- Агафонов В. К. Заразные болезни металлов // Там же. № 9. С. 1-15.
- Агафонов В. К. Глубины земного шара и его кора // Речь. 1911. № 73. С. 2.
- Агафонов В. К. Землетрясения // Вестн. Европы. 1911. Кн. 4. С. 112—140.
- Агафонов В. К. Землетрясения // Речь. 1911. № 4. С. 2.
- Агафонов В. К. Победа радия // Русская мысль. 1911. № 6. С. 77-102.
- Агафонов В. К. Современные вулканические теории // Вестн. Европы. 1911. Кн. 10. С. 264—286.
- Агафонов В. К. Наука и техника в 1911 г. // Ежегодник газеты Речь на 1912 г. СПб.: тип. Труд, 1912. С. 484—504.
- Агафонов В. К. Последние экспедиции в полярные области и открытие северного и южного полюсов // Русская мысль. 1912. № 9. Отд. 2. С. 121—149.
- Агафонов В. К. Борьба газовых двигателей с паровыми // Русская мысль. 1913. Кн. 1. Разд. 2. С. 119—127.
- Агафонов В. К. Передача силы на расстояние и «белый уголь» // Там же. Кн. 6. Разд. 2. С. 41-55.
- Агафонов В. К. Землетрясения. Пг.: изд. П. П. Сойкин, 1915. 32 с. (Знание для всех; № 5).
- Агафонов В. К. Вулканы. Пг.: тип. П. П. Сойкин, 1916. 40 с. (Знание для всех; № 2).
- Агафонов В. К. Образование земли. Пг: тип. П. П. Сойкин, 1917. 32 с. (Знание для всех; № 11).
- Агафонов В. К. Заграничная охранка: Составлено по секретным документам заграничной агентуры и Департамента полиции (с приложением очерка «Евно Азеф» и списка секретных сотрудников заграничной агентуры). Пг.: Книга, 1918. 388 с.; То же. Парижские тайны царской охранки. М.: Русь, 2004. 413, [2] с. (Сер. Из секретных и личных архивов).

### 1920-е
- Agafonoff V. Etude comparative de quelques méthodes d’analyse chimique de l’humus dans les sols // C. R. Acad. sci. Paris. 1923. T. 177. P. 404—409.
- Agafonoff V. Sur la limite d’accumulation de l’humus dans des sols, à prodos d’observations des sols de la Nièvre // Ibid. P. 828—836.
- Agafonoff V., Vernadsky W. Le produit de la déshydratation du kaolin // C. R. Acad. sci. Paris. 1924. T. 178. P. 1082—1084.
- Agafonoff V. Sur quelques propriétés des loess // Ibid. P. 103—105.
- Agafonoff V., Malichef V. La terre à brique et l’ergeron (loess récent) du plateau de VilleJuif // Ibid. 1925. T. 181. P. 251—253.
- Agafonoff V., Malichef V. Quelques considérations sur les limons inférieurs (loess anciens) des environs de Paris // Ibid. P. 300—302.
- Agafonoff V. La genèse des terres noires et des autres sols des environs de Clermont-Ferrand // Ibid. 1926. T. l83. P. 224—226.
- Agafonoff V. Processus podsolique dans les sols sableux de Landes // Ibid. P. 425—427.
- Agafonoff V. Quelques réflexions sur l’histoire de la pédologie // Annales de la science agronomique française et étrangère. 1926. Vol. 43. P. 132—153.
- Agafonoff V. . Les zones des sols de France // C. R. Acad. sci. Paris. 1927. T. 185. N 2. P. 139—142; Idem // Rev. Bot. appl., agr. colonial. 1927. Vol. 7. N 72. P. 513—517.
- Agafonoff V. Les types des sols de France // International Society of Soil Science: Proceedings. Supplement. Vol. 1. N 2. 1928. P. 67-92; Idem // An. Soc. agr. Fr. étrang. 1928. P. 97-120.
- Agafonoff V. Les sols du globe terrestre et leur répartition en zones // Bull. Soc. encour. pour ind. nation. 1928. N 7/8. P. 585—602.
- Agafonoff V. Sur quelques sols de Cochinchine // C. R. Acad. sci. Paris. 1928. T. 187. P. 428—431.
- Agafonoff V. Détermination de la masse de carbone et d’eau constitutionnelle contenue dans les sols du globe terrestre // C. R. Acad. sci. Paris. 1929. T. 188. P. 1000—1001.
- Agafonoff V., Malycheff V. Le loess et les autres limons du plateau de Villejuif // Bull. Soc. géol. France. 1929. Sér. 4. T. 29. P. 109—145 : map : phot.
- Agafonoff V. L'étude des sols des colonies françaises // Rev. Bot. appl., agr. colonial. 1929. Vol. 9. N 95. P. 434—440.
- Agafonoff V. Sur quelques sols rouges et Bienhoa de l’Indochine // Ibid. 1929. Vol. 9 N 89/90. P. 434—440.

### 1930-е
- Agafonoff V. La carte des sols-types du globe terrestre et la determination de la masse de carbone et d’eau constitutionnelle contenus dans tous ces sols // Bull. Soc. française minéral., cristallogr. 1930. T. 53. P. 529—533.
- Agafonoff V. Les propriétés physique et cristallographiques de l’acide hémimellitique et l’influence des impuretés sur quelgues-unes de propriétés // Ibid. P. 25-34.
- Agafonoff V., Brioux Ch. Etude sur les sols de limon de la Seine-Inférieure et en particulier sur le limon des plateaux de Blosseville-Bonsecours. Paris: Dunod, 1931. 12 p.
- Agafonoff V., Pavlovitch St. L’analyse dite thermique, appliquée à l’étude du sol // C. R. Acad. sci. Paris. 1933. T. 197. P. l66-l68.
- Agafonoff V. . Les sols rouges méditerranéens de France et leurs roches-mères // Ibid. P. 693—695
- Agafonoff V. Jouravsky G. L’analyse thermique des sols de Tunisie // C. R. Acad. sci. Paris. 1934. T. 198. P. 1356—1358.
- Agafonoff V. Les Croûtes carbonates et les sols-types de Tunisie // Bull. Soc. etud. sol. France. etud. sol. 1934. Vol. 2. N 4. P. 270—276.
- Agafonoff V. Sur la question des sols enterrés d’Alsace // C. R. Acad. sci. Paris. 1934. T. 198. P. 2266—2270.
- Agafonoff V. Etude minéralogique du sol // 3rd International congress of soil science: Transactions. Oxford. London: T. Murby & Co., 1936. P. 74-78.
- Agafonoff V., Jouravsky G., Malycheff V. Etude pédologique d’un coupe du sol en Tunisie septentrionale // Rev. géogr. phys., géol. dynamique. 1936. Vol. 8. P. 105—107.
- Agafonoff V. Les sols bruns et rouges à croûte carbo-natée en Tunisie // C. R. Acad. sci. Paris. 1936. T. 202. P. 1597—1599.
- Agafonoff V. Les sols de France au point de vue pédologique. Paris: Dunod, 1936. XIII, 154 p. : carte schématique pédologique de France. 1:2 500 000.
- Agafonoff V. Les sols types de Tunisie // An. serv. bot., agr. Tunis. 1936. Vol. 12/13. P. 43-413 : pl. : cart.
- Agafonoff V. Les sols-types de la Tunisie // C. R. Acad. sci. Paris. 1936. T. 202. P. 2000—2002.
- Agafonoff V. Les types de sols de France et leur répartition (avec la carte pédologique de France) // Congres international des mines, de la métallurgie et de la géologie appliquée. T. 2. Paris: Béranger, 1936. P. 597—610.
- Agafonoff V. Quelques mots sur les sols de la Tunisie // 3rd International congress of soil science: Transactions. Oxford; London: T. Murby & Co., 1936. P. 137—138.
- Agafonoff V. La pédologie et la France d’outre-mer // Bull. As. colon. sci. 1938. N 153. P. 33-51.
- Agafonoff V. Les sols de Tunisie au point de vue pédolooique // Bureau d'études géologique et minière coloniales. Publication. N 12. 1939. P 17-38.
- Agafonoff V. Les étapes de l’analyse mineralogique du sol // Bull. As. France. pour etude des sols. 1939. Vol. 2. P. 125—133.

### 1940-е
- Агафонов В. К. Академик В. И. Вернадский: [Некролог] // Новоселье. Нью-Йорк, 1946. C. 129—146.

### Посмертные издания
- Агафонов В. К. Личные впечатления и воспоминания о Владимире Ивановиче Вернадском // Воспоминания о В. И. Вернадском: (к 100-летию со дня рождения). М.: Изд-во АН СССР, 1963. С. 107—123 : ил. (Очерки по истории геологических знаний; Вып. 11).
- Агафонов В. К. Парижские тайны царской охранки. М.: Русь, 2004. 415 с. (Серия: Из секретных и личных архивов).